# Anisodes discifera
Anisodes discifera là một loài bướm đêm trong họ Geometridae.